# Musikerviertel (Schweinfurt)
Das Musikerviertel ist ein Stadtteil der kreisfreien Stadt Schweinfurt. Er wird für amtlich-statistische Zwecke als Bezirk 22 geführt. Als Musikerviertel im engeren Sinn wird das Viertel aus den 1950er Jahren in der Mitte des Bezirks bezeichnet. Im Westen wird derzeit der neue Ortsteil Bellevue aufgebaut.

## Lage
Das Musikerviertel zieht sich unmittelbar südlich der Bundesstraße 303 entlang. Diese ist identisch mit der Niederwerrner Straße. 
Der Stadtteil liegt westlich der Innenstadt und wird von dieser durch die Moritz-Fischer-Straße abgetrennt. Im Norden wird das Musikerviertel von der Niederwerrner Straße mit dem Nordwestlichen Stadtteil, im Nordwesten von der Gemeinde Niederwerrn, im Westen von der Gemeinde Geldersheim und im Süden von der Grenze der Gemarkung Oberndorf mit dem Stadtteil Bergl begrenzt.

## Etymologie
Zunächst war Musikerviertel nur eine Bezeichnung des Volksmunds für den Kernbereich des Stadtteils, in dem fast alle Straßen nach deutschsprachigen Komponisten benannt wurden. Erstmals amtlich übernommen wurde der Begriff bei Einführung der neuen fünfstelligen Postleitzahlen im Postleitzahlenbuch von 1993.

## Geschichte

### Wüstungen

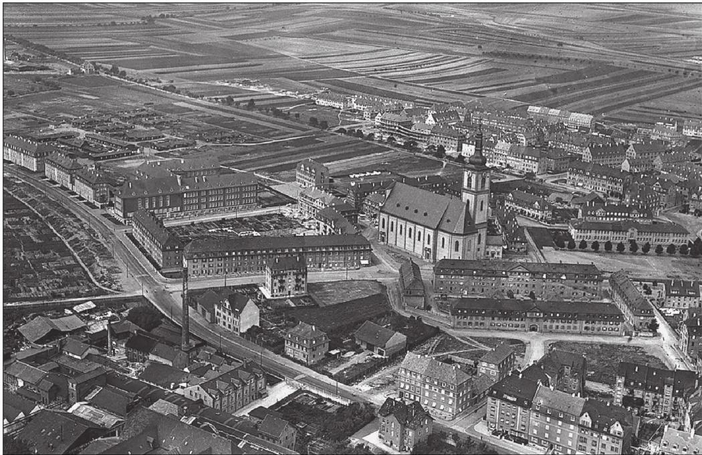
Musikerviertel im Anfangsstadium 1927. Es liegt oberhalb der quer verlaufenden Friedrich-Ebert-Straße (an der Kilianskirche) und links der diagonal verlaufenden Niederwerrner Straße

Im Bereich des statistischen Bezirks 22 befinden sich zwei Wüstungen, die beide erstmals 951 urkundlich erwähnt wurden: Affeltrach und Hilpersdorf.

### Stadtteil
Das Musikerviertel wurde in den 1920er Jahren zusammen mit dem Nordwestlichen Stadtteil, von der Innenstadt ausgehend, entwickelt. Das große neue Wohngebiet war von Anfang an weit nach Westen in Richtung Niederwerrn im Stil der 1920er Jahre geplant. In Blockrandbebauung, mit mehreren großen Kirchen an Plätzen, die als Quartiermittelpunkte dienen sollten. Verwirklicht wurde jedoch nur ein Platz mit der großen Kirche St. Kilian (siehe: Innenstadt, Wilhelmstraße, Grüner Markt), da der Bau der Panzerkaserne in den Jahren 1935/36 die weitere Entwicklung im Nordwestlichen Stadtteil stoppte. In den 1950er Jahren wurde südlich der Niederwerrner Straße der westliche Teil des Musikerviertels aufgebaut.
2014 wurde die US-Heeresgarnison Schweinfurt aufgelöst, was große städtebauliche Möglichkeiten für den Westen des statistischen Bezirks 22 eröffnete (siehe: Bellevue).

## Sozialstruktur und Einwohnerentwicklung
| Status 31. Dez. 2022                               | Musikerviertel Statistischer Bezirk 22 | Gesamtgebiet Schweinfurt |
| -------------------------------------------------- | -------------------------------------- | ------------------------ |
| Deutsche                                           | 64,2 %                                 | 77,4 %                   |
| Ausländer                                          | 35,8 %                                 | 22,6 %                   |
| Anteil Doppelstaatler an der deutschen Bevölkerung | 18,1 %                                 | 17,1 %                   |

Der Anteil der Ausländer liegt weit über den Werten des gesamten Stadtgebietes, wobei zu berücksichtigen ist, dass Bürger mit Migrationshintergrund und deutschem Pass in der Statistik nicht als Ausländer aufgeführt werden.
Bis zur vollständigen Auflösung der US-Heeresgarnison Schweinfurt im Jahre 2014 kamen im Stadtteil noch US-Bürger hinzu, die in den deutschen Statistiken nicht enthalten waren. Die frei werdenden Wohnungen und Baupotenziale standen seitdem der Allgemeinheit zur Verfügung (siehe: Bellevue), wodurch die Einwohnerzahl des Stadtteils von 2014 bis 2022 um etwa 22 % wuchs.

## Ortsteile

### Musikerviertel (im engeren Sinn)

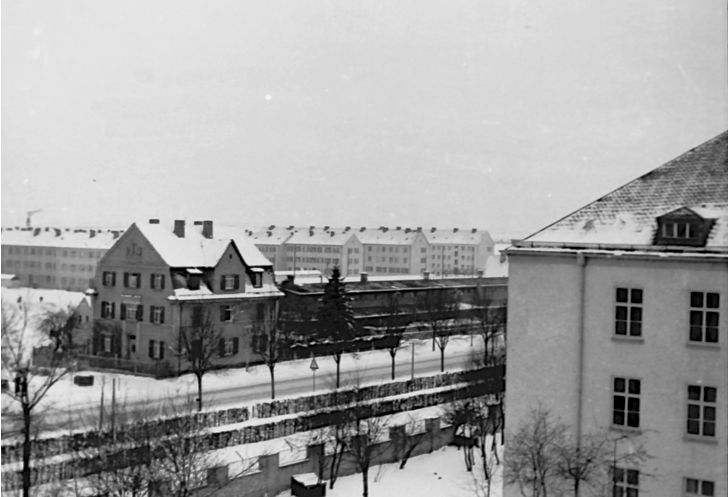
Niederwerrner Straße in den 1950er Jahren. Hinten: Das neu errichtete Musikerviertel. Mitte rechts: Meister Nähmaschinenfabrik. Vorne: Ledward Barracks (Nordwestlicher Stadtteil)

Das Musikerviertel im engeren Sinn bildet im Osten ein geschlossenes Stadtbild mit dreigeschossigen Blocks mit Mansardedächern aus den 1920er Jahren, während an der Niederwerrnerstraße Blockrandbebauung aus den 1930er Jahren vorherrscht. Der Westen besteht aus Wohnblöcken aus den 1950er Jahren. In den vorherrschenden Wohngebäuden des Sozialen Wohnungsbaus mit einfachen Standards leben überwiegend Mitbürger mit Migrationshintergrund.
Im Musikerviertel liegt der 2014 geschlossene US-amerikanische Abramsclub, vormals NCO-Club und einst Kasino der Wehrmacht. Unweit davon befinden sich die beiden Kinosäle des KuK (Kino und Kneipe), Ort der Schweinfurter Kurzfilmtage.

### Bellevue
Das einstige US-amerikanische Wohnviertel Askren Manor stand nach Auflösung der US-Heeresgarnison Schweinfurt komplett leer. Es wird seit 2018 als neues Wohnquartier für rund 2000 Bewohner entwickelt. Der Name Bellevue wurde 2018 vom historischen Ortsteil im Norden auch auf das Gebiet des wesentlich größeren neuen Wohnquartiers übertragen.

### Technische Hochschule
Der Schweinfurter Campus 1 der Technischen Hochschule Würzburg-Schweinfurt liegt am Südrand des Musikerviertels. Er wurde in den 1960er Jahren großzügig aufgebaut und später erweitert.

### Schulzentrum West
Das weitläufige Schulzentrum besteht aus mehreren, zum Teil weiterbildenden Schulen und einer Montessori-Grund- und Mittelschule. Das Alexander-von-Humboldt-Gymnasium war Ende der 1970er Jahre mit etwas über 2000 Schülern das größte Gymnasium Bayerns und befindet sich in einem großen, hochschulähnlichen Campus. Bekanntester Schüler war der berühmte Hollywood-Kameramann Michael Ballhaus.

## Industriegeschichte

### Meister Nähmaschinenfabrik
Aus einem 1928 in der Schweinfurter Altstadt von Friedrich Meister gegründeten Fachhandelsgeschäft für Nähmaschinen ging eine Nähmaschinen-Produktion hervor (Marke: Meister Universal Zickzack-Nähmaschine). 1948 wurde an der Niederwerrner Straße ein Werksneubau eröffnet (siehe Bild: Niederwerrner Straße in den 1950er Jahren). Von 1953 bis 1957 bestand ein Zweigwerk in Hammelburg. 1973 erfolgte die Übernahme durch die Husqvarna AB. 1983 wurde das Schweinfurter Werk geschlossen. Heute befindet sich auf dem Areal eine Filiale von Mc Donalds der De Santo Gastro KG Schweinfurt und von Lidl.

## Kultur und Sehenswürdigkeiten

### Schweinfurter Volksfest

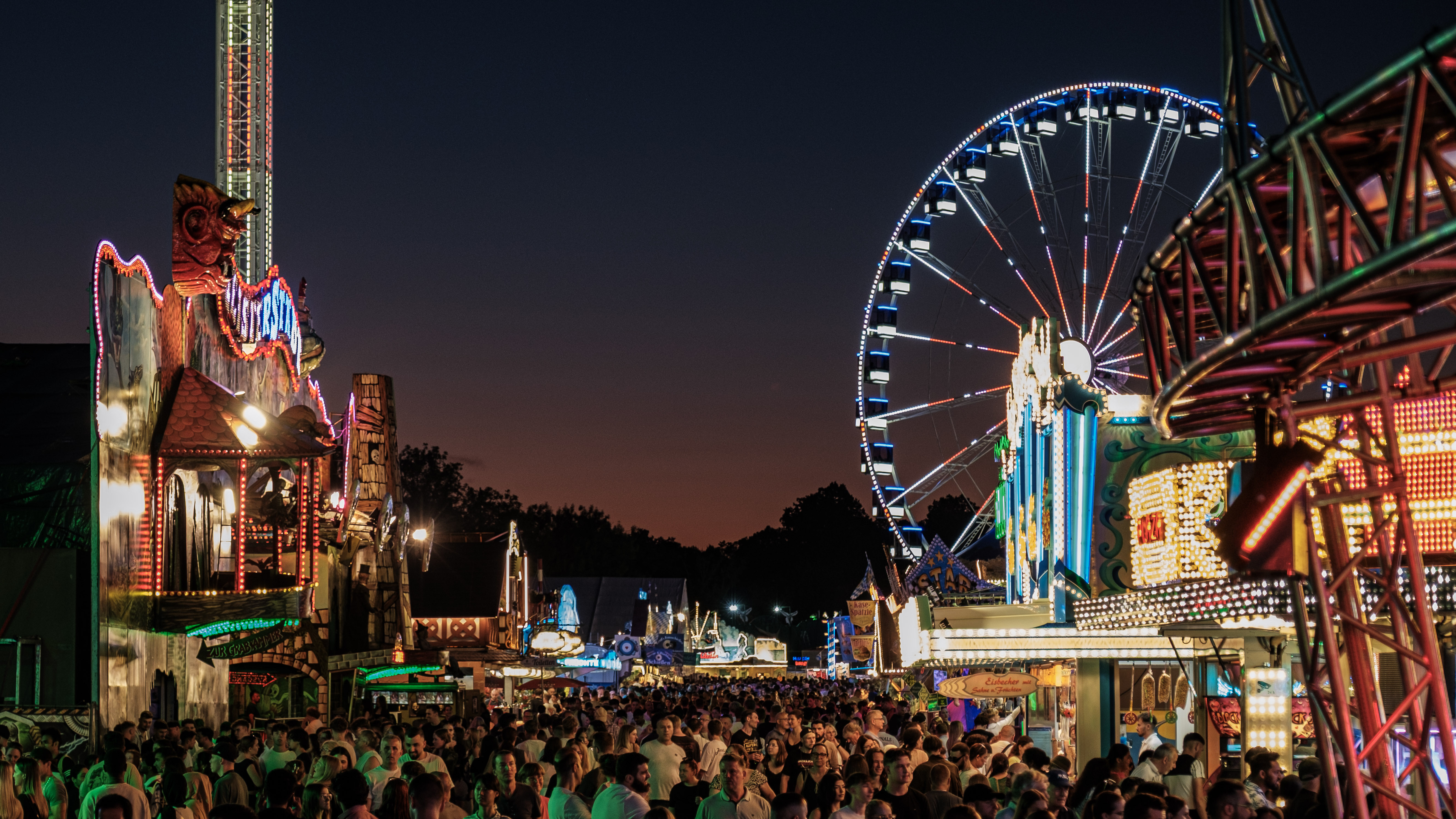
Schweinfurter Volksfest 2025

Auf dem Volksfestplatz am Sachs-Stadion findet eines der größten Volksfeste Frankens statt, das Schweinfurter Volksfest. Es beginnt am Tag nach Fronleichnam und dauert 11 Tage. 1958 wurde es vom Bleichrasen hierher verlegt (siehe: Maininseln in Schweinfurt, Festplatz Bleichrasen).

### Weitere Feste und Veranstaltungen
- Kiliani Kirchweih
- Frühjahrsvolksfest Vogelschuss (Volksfestplatz)
- Einer der größten Flohmärkte Deutschlands (Volksfestplatz)
- Diverse Messen und Ausstellungen (Volksfestplatz)

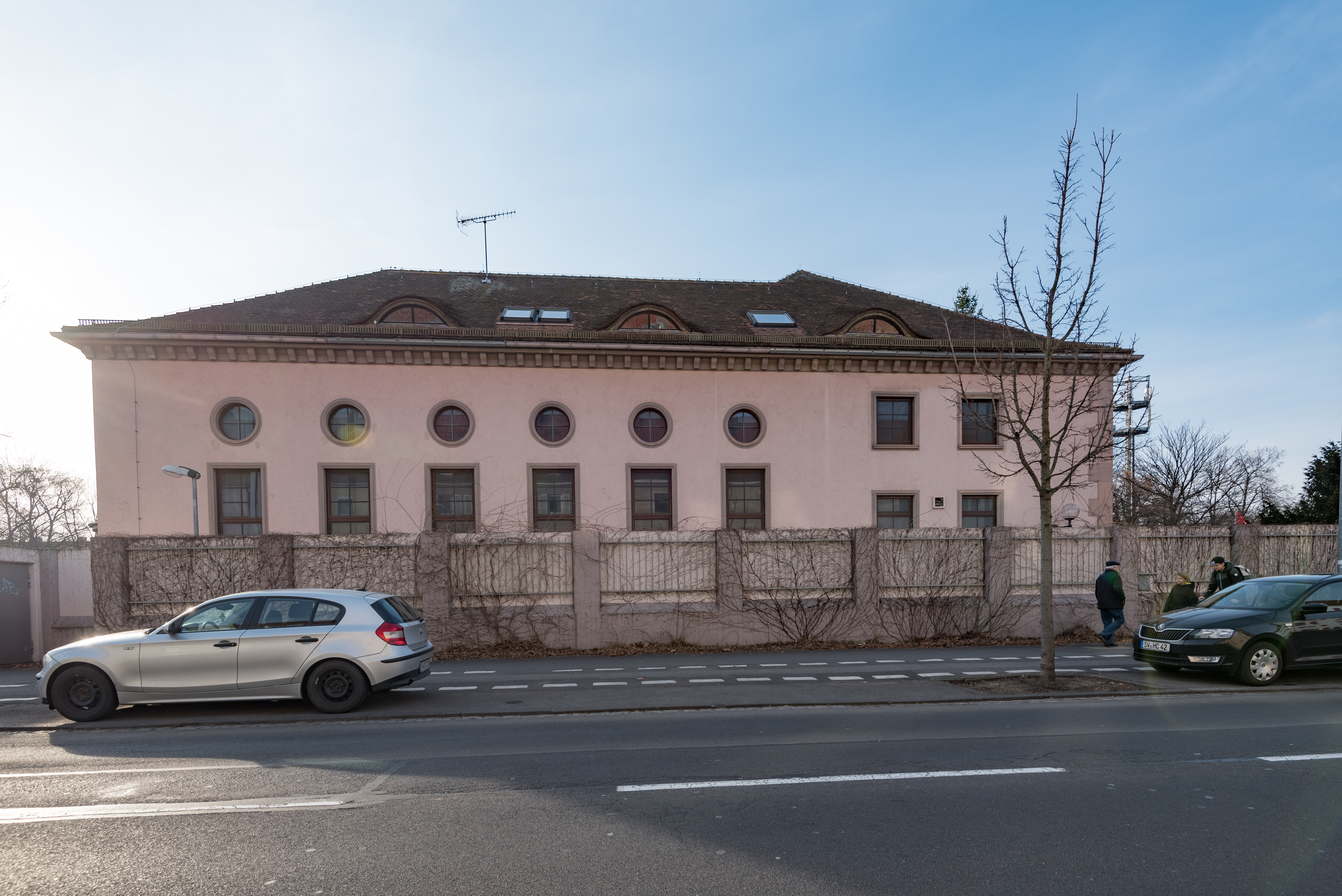
Einstiges Offizierskasino, Carl-Orff-Straße (1937, unter Denkmalschutz)

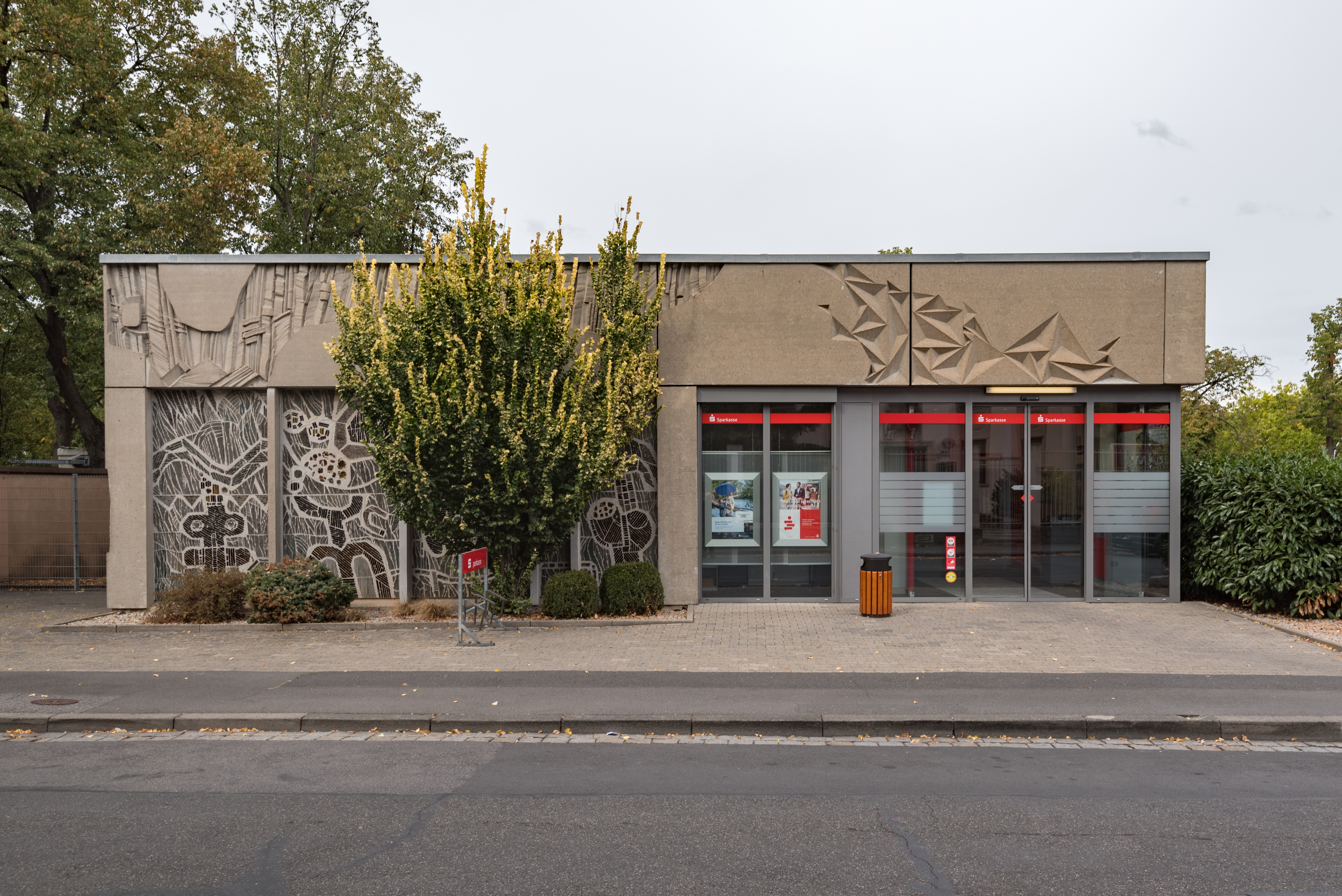
Sparkassenfiliale, Carl-Orff-Straße (1972, unter Denkmalschutz)

- Weihnachtscircus (Volksfestplatz)

### Architektur
- Das Dach des Auditorium Maximum der Technischen Hochschule im Campus 1 hat die Form einer Hyperbolischen Paraboloidschale.
- Einstiges Offizierskasino der Wehrmacht (später NCO Club und schließlich Abrams Club der US-Army) in der Carl-Orff-Straße (1937, unter Denkmalschutz)
- Filiale der einstigen Städtischen Sparkasse (Fusion zur Sparkasse Schweinfurt-Haßberge) in der Carl-Orff-Straße, von 1972, unter Denkmalschutz. Von Pohl und Blenk, Fassadengestaltung mit abstrakten Reliefs von Gustl G. Kirchner (1920–1984) und Betonglasfenstern von Heinz Altschäffel.

### Kirchen
- Dreieinigkeitskirche (evangelisch)
- St. Michael (katholisch)
- Evangelisch-Lutherische Studentengemeinde, Florian-Geyer-Straße

## Infrastruktur

### Sternwarte
Eine Sternwarte befindet sich auf dem Dach des Walter-Rathenau-Gymnasiums

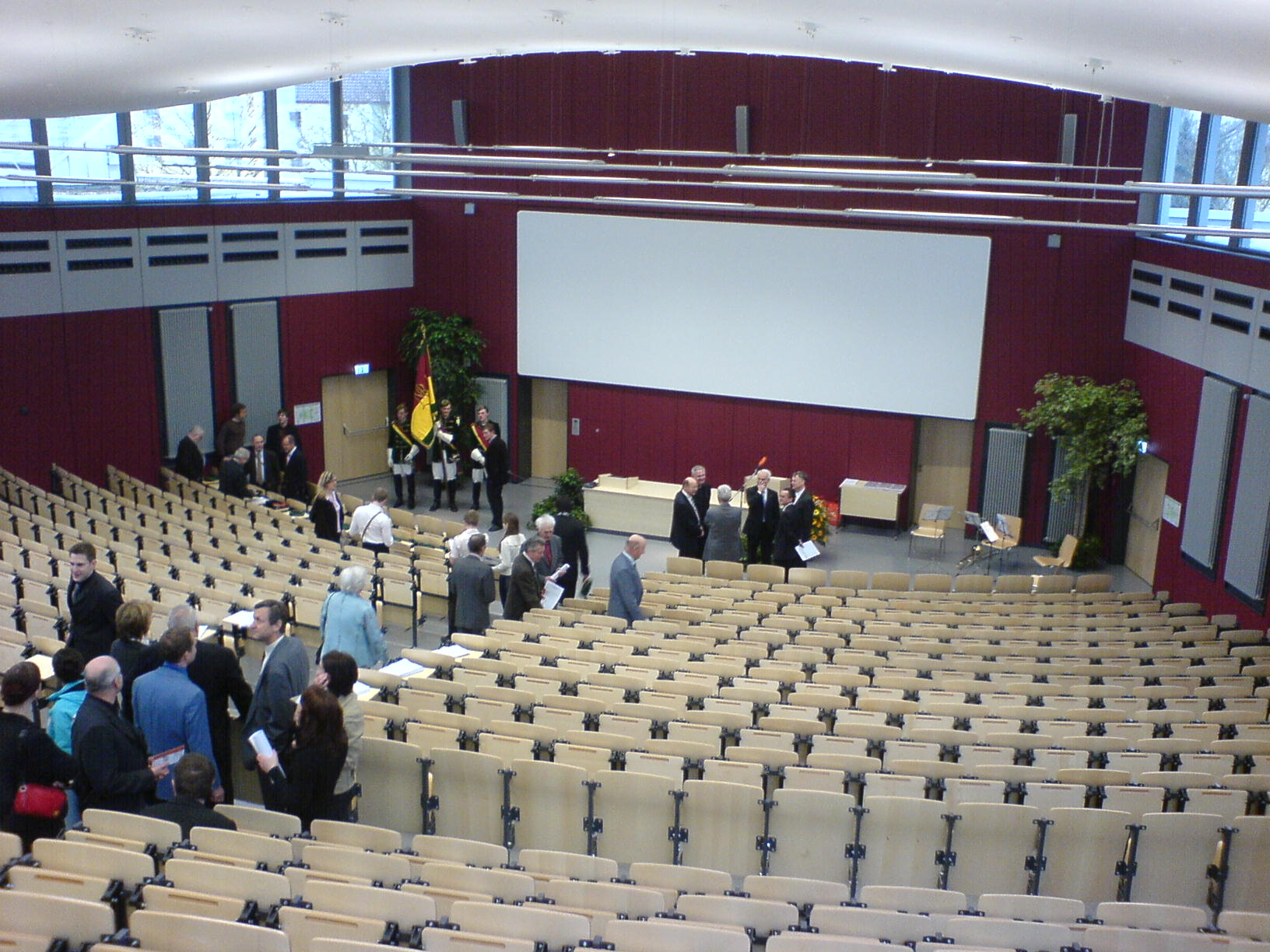
Technische Hochschule,
Auditorium Maximum

### Hochschulen
Campus 1 der Technischen Hochschule Würzburg-Schweinfurt (THWS)

### Schulen

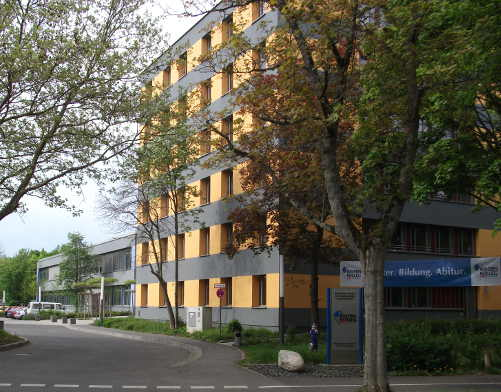
Bayernkolleg mit Wohnheim
in der Florian-Geyer-Straße

| - Gymnasien: - Alexander-von-Humboldt-Gymnasium - Olympia-Morata-Gymnasium - Walter-Rathenau-Gymnasium - Fachoberschule: - Friedrich-Fischer-Schule - Schulen des Zweiten Bildungsweges: - Bayernkolleg Schweinfurt - Telekolleg II - Realschulen: - Walter-Rathenau-Realschule - Wilhelm-Sattler-Realschule | - Hauptschule: - Private Montessori Volksschule - Berufliche Schulen: - Berufliches Schulzentrum Alfons Goppel - Dr.-Georg-Schäfer-Schule - Fachakademie für Sozialpädagogik - Landwirtschaftsschule - Ludwig-Erhard-Schule - Staatliche Berufsfachschule für Hauswirtschaft - Staatliche Berufsfachschule für Kinderpflege - Staatliche Berufsfachschule für Sozialpflege - Staatliche Berufsfachschule für Technische Assistenten und Informatik |

### Verkehr
- Stadtbuslinien 110, 140, 160 und der Campus Express (Direktverbindung vom Hauptbahnhof zur Technischen Hochschule).[11]
- Bundesstraße 303 zur Bundesautobahn 7 Richtung Kassel und zur Bundesautobahn 71 Richtung Erfurt